# Fabrice Rodriguez
Pour les articles homonymes, voir Rodriguez.
Fabrice Rodriguez, né le 26 avril 1968 à Dijon, est un acteur de théâtre et de cinéma français. Il vit à Bruxelles.

## Biographie
Né le 26 avril 1968 d'un père espagnol et d'une mère française, Fabrice Rodriguez a grandi à Dijon. Il se découvre une passion pour le théâtre à l'âge de 18 ans[réf. nécessaire], et commence donc en 1986 une formation de comédien au Théâtre du Rameau d'Or avec Patrick Grégoire[réf. nécessaire]. En parallèle à ses études en lettres modernes à l'université de Bourgogne, il poursuit sa formation au Nouveau Théâtre de Bourgogne[source insuffisante] et intègre une troupe amateur, le Groupe Géode. Il joue son premier spectacle professionnel en 1987 avec Christian Barbier dans le rôle principal.
En 1989, Fabrice Rodriguez réussit le concours d'entrée de l'INSAS en interprétation dramatique et s'installe à Bruxelles. Il y fait deux rencontres particulièrement déterminantes ; Thierry Salmon comme pédagogue puis comme metteur en scène (Les Possédés, Les Géants de la montagne, Faustae tabulae, L'assalto al cielo, Thémiscyre) et Jean-Michel D'Hoop qui lui proposa[source insuffisante] dès leur sortie de l'INSAS de participer à la Compagnie Point Zéro, avec Yvonne princesse de Bourgogne,. En 1993, Jean-Claude Berutti lui offre son premier grand rôle dans une création au Théâtre national de Strasbourg (TNS), Bettina de Carlo Goldoni. Il commence la même année une carrière au cinéma, dans le court-métrage Terre natale de Stéphane Vuillet.
Depuis, Fabrice Rodriguez a travaillé avec de nombreux metteurs en scène à Bruxelles et à Paris, tels que Jean-Luc Revol, Jean-Christophe Lauwers, Olivier Werner, Christian Leblicq, Frédéric Dussenne, Christophe Sermet, Philippe Sireuil, Christine Delmotte, Jasmina Douieb, Isabelle Pousseur. Il est nommé à deux reprises aux prix de la critique en Belgique comme meilleur comédien, en 2007 pour son rôle dans Bash, Latterday Plays mis en scène par René Georges et en 2010 pour Affabulazione mis en scène par Frédéric Dussenne.
Au cinéma, il se fera notamment remarquer dans Wild Side réalisé par Sébastien Lifshitz, dans Angélique réalisé par Ariel Zeitoun, ainsi que dans plusieurs courts-métrages de Delphine Noels. Il reçoit également en 2005 la mention spéciale au Festival international du film fantastique de Bruxelles pour son interprétation du premier rôle dans Nuit noire d'Olivier Smolders.

## Filmographie

### Cinéma

#### Longs métrages
- 2017 : Drôle de père d'Amélie van Elmbt
- 2015 : Le Ciel flamand réalisé par Peter Monsaert dans le rôle du client français
- 2014 : Welcome Home réalisé par Philippe De Pierpont dans le rôle du beau-père de Lucas
- 2012 : Angélique réalisé par Ariel Zeitoun dans le rôle du Prince de Condé
- 2012 : Post Partum réalisé par Delphine Noels, dans le rôle de l’urgentiste
- 2011 : Torpédo réalisé par Matthieu Donck, dans le rôle du Coach
- 2010 : Fils unique réalisé par Miel Van Hoogenbemt, dans le rôle de Vincent l’infirmier
- 2005 : Komma réalisé par Martine Doyen, dans le rôle  de l’homme aux gants
- 2003 : Wild Side réalisé par Sébastien Lifshitz, dans le rôle du client
- 2002 : Hot Dogs réalisé par Frédéric Brival, dans le rôle de Max (rôle principal)
- 2002 : Nuit noire réalisé par Olivier Smolders, dans le rôle d’Oscar Lepage (rôle principal)

#### Courts métrages
- 2023 : En Éclats réalisé par Charlotte Letroye, dans le rôle de Georges
- 2015 : Du bout des doigts réalisé par Basile Vuillemin, dans le rôle d’Alain
- 2009 : Gabriel réalisé par Marie Braeuner et Thibaut Wohlfahrt
- 2008 : In pulse réalisé par Olivier Magis
- 2007 : Le Crabe réalisé par Xavier Seron et Christophe Hermans
- 2006 : Ni oui ni nom réalisé par Delphine Noels
- 2006 : Hanna réalisé par Vinciane Moeschler
- 2005 : Quelque chose en O réalisé par Marc Schaus
- 2005 : Alice ou la vie en noir et blanc réalisé par Sophie Schoukens
- 2004 : 1 clé pour 2 réalisé par Delphine Noels
- 2003 : Marelle réalisé par Nacho Carranza
- 2003 : Eve réalisé par Joeren Janss
- 2002 : Les Feux follets réalisé par Isabella Constantini
- 2001 : Tu dors ? réalisé par Delphine Noels
- 2000 : Plus que deux réalisé par Yves Cantraine
- 1997 : Le Planeur réalisé par Yves Cantraine
- 1996 : Électrons statiques réalisé par Jean-Marc Moutout
- 1992 : Terre natale Stéphane Vuillet

### Télévision

#### Téléfilms
- 2016 : The Missing saison 2[14], série de la BBC, dans le rôle de Rémy
- 2015 : Napoléon chez les Belges (Ma Terre, documentaire-fiction de la RTBF), réalisé par Delphine Noels
- 2008 : De l’une et l’autre réalisé par Gaston Henuzet
- 2003 : Les Pilules du malheur, réalisé par Christian François
- 2001 : Une Chinoise sous le fusil de la Gestapo, réalisé par Jian Zhong Huang
- 2000 : Nana, réalisé par Édouard Molinaro
- 1999 : La Petite Absente, réalisé par José Pinheiro

### Websérie

#### Websérie
- 2024-2025 : Tony Smith, créé par William Khalifé